# Foema’a
Foema’a (Foema) ist ein Dorf und Aldeia in der osttimoresischen Gemeinde Lautém.
Der Ort liegt im Suco Souro (Verwaltungsamt Lospalos), an der überregionalen Straße von Lospalos nach Iliomar. Hier befindet sich ein Pfarrzentrum der Kirchengemeinde von Lospalos. Zur Aldeia gehören 530 Personen, die meist Fataluku als Muttersprache verwenden.
1993 wurde ein 15-jähriger Junge in Foema’a unter ungeklärten Umständen von indonesischen Besatzungssoldaten erschossen.